# Daphne van Domselaar
Daphne van Domselaar (Beverwijk, 6 maart 2000) is een Nederlandse keepster die uitkomt voor het Engelse Arsenal en voor het Nederlands elftal.

## Clubcarrière

### Jeugd
Daphne van Domselaar begon op 11-jarige leeftijd met voetbal bij LSVV in Zuid-Scharwoude. Haar meisjeselftal speelde zonder een vaste keeper, totdat Van Domselaar aan de beurt was en haar plek in het doel niet meer verliet. De keeperstrainer van LSVV herkende meteen haar grote talent. Bovendien had ze veel opgestoken bij de volleybalclub waar ze vandaan kwam, constateerde hij. Van Domselaar keepte vervolgens vier jaar bij de jongens van LSVV en twee jaar bij de beloften van Telstar. In haar tweede jaar bij Telstar nam ze één keer plaats op de reservebank van het eerste elftal, in de uitwedstrijd tegen PSV op 4 februari 2017.

### Senioren
Van Domselaar begon haar professionele carrière bij FC Twente in het seizoen 2017/18. In de eerste twee seizoenen was ze tweede keeper achter Nicky Evrard. Haar debuut in de eredivisie maakte ze op 22 december 2017 in de competitiewedstrijd tegen Heerenveen, toen Evrard na 20 minuten een rode kaart kreeg. Vanaf het seizoen 2019/20 was Van Domselaar eerste keeper van FC Twente.
Haar eerste trainer bij FC Twente, Tommy Stroot, noemde haar een "puur natuurtalent". Na het EK in de zomer van 2022 stond ze in de belangstelling van verschillende buitenlandse clubs, maar besloot haar jaarcontract bij FC Twente uit te dienen.  Wel zei ze te hopen op een transfer naar een "een heel mooie club buiten Nederland" in 2023. Als enige speler uit de eredivisie kwam ze eind 2022 voor op de jaarlijst van de 100 beste vrouwelijke voetballers ter wereld van The Guardian. In juni 2023 stapte Van Domselaar over naar Aston Villa. Na één seizoen in Birmingham verliet ze deze club voor competitiegenoot Arsenal. In mei 2025 won Van Domselaar met Arsenal de UEFA Women's Champions League 2024/25.

## Interlandcarrière
Haar eerste wedstrijd bij Oranje speelde Van Domselaar op 18 maart 2015 in een vriendschappelijk duel tegen België O15. Het EK O17 in mei 2017 was haar eerste eindtoernooi. Ze bereikte met Nederland de halve finale. Haar optreden bij Nederland O17 trok de aandacht van Tommy Stroot, die haar in de zomer van 2017 naar FC Twente haalde.
Haar debuut in het Nederlands elftal maakte Van Domselaar op 19 februari 2022 in het met 3-0 gewonnen duel tegen Finland tijdens het Tournoi de France. In juli 2022 maakte Daphne van Domselaar deel uit van de selectie van de Oranje Leeuwinnen voor het EK in Engeland. In de eerste groepswedstrijd tegen Zweden raakte eerste keepster Sari van Veenendaal geblesseerd, waarna Van Domselaar in de 20ste minuut haar plaats onder de lat overnam, en vervolgens gedurende de rest van het toernooi in het doel kwam te staan. Tot en met de kwartfinale, waarin Nederland werd uitgeschakeld door Frankrijk, was ze de grote uitblinker bij Oranje. Sindsdien is ze de onbetwiste eerste keeper in de selectie van het Nederlands elftal.

## Statistieken
| Seizoen                      | Club                         | Competitie                   | Competitie                                                                           | Competitie                                                                           | Competitie                                                                           | Beker                                                                                | Beker                                                                                | Beker                                                                                | Beker                                                                                | Internationaal                                                                       | Internationaal                                                                       | Internationaal                                                                       | Internationaal                                                                       | Overig                                                                               | Overig                                                                               | Overig                                                                               | Overig                                                                               | Seizoenstotaal                                                                       | Seizoenstotaal                                                                       | Seizoenstotaal                                                                       | Seizoenstotaal |
| Seizoen                      | Club                         |                              | W                                                                                    | T                                                                                    | N                                                                                    |                                                                                      | W                                                                                    | T                                                                                    | N                                                                                    |                                                                                      | W                                                                                    | T                                                                                    | N                                                                                    |                                                                                      | W                                                                                    | T                                                                                    | N                                                                                    |                                                                                      | W                                                                                    | T                                                                                    | N              |
| ---------------------------- | ---------------------------- | ---------------------------- | ------------------------------------------------------------------------------------ | ------------------------------------------------------------------------------------ | ------------------------------------------------------------------------------------ | ------------------------------------------------------------------------------------ | ------------------------------------------------------------------------------------ | ------------------------------------------------------------------------------------ | ------------------------------------------------------------------------------------ | ------------------------------------------------------------------------------------ | ------------------------------------------------------------------------------------ | ------------------------------------------------------------------------------------ | ------------------------------------------------------------------------------------ | ------------------------------------------------------------------------------------ | ------------------------------------------------------------------------------------ | ------------------------------------------------------------------------------------ | ------------------------------------------------------------------------------------ | ------------------------------------------------------------------------------------ | ------------------------------------------------------------------------------------ | ------------------------------------------------------------------------------------ | -------------- |
| 002017/18                    | 0 FC Twente                  | Eredivisie                   | 3                                                                                    | 4                                                                                    | 1                                                                                    | KNVB Beker                                                                           | 1                                                                                    | 1                                                                                    | 0                                                                                    | –                                                                                    | –                                                                                    | –                                                                                    | –                                                                                    | –                                                                                    | –                                                                                    | –                                                                                    | –                                                                                    | 2017/18                                                                              | 4                                                                                    | 5                                                                                    | 1              |
| 002018/19                    | 0 FC Twente                  | Eredivisie                   | 4                                                                                    | 4                                                                                    | 1                                                                                    | KNVB Beker                                                                           | 2                                                                                    | 3                                                                                    | 0                                                                                    | –                                                                                    | –                                                                                    | –                                                                                    | –                                                                                    | –                                                                                    | –                                                                                    | –                                                                                    | –                                                                                    | 2018/19                                                                              | 6                                                                                    | 7                                                                                    | 1              |
| 002019/20                    | 0 FC Twente                  | Eredivisie                   | 12                                                                                   | 15                                                                                   | 4                                                                                    | KNVB Beker                                                                           | 1                                                                                    | 0                                                                                    | 1                                                                                    | UWCL                                                                                 | 7                                                                                    | 13                                                                                   | 2                                                                                    | Eredivisie Cup                                                                       | 4                                                                                    | 14                                                                                   | 0                                                                                    | 2019/20                                                                              | 24                                                                                   | 42                                                                                   | 7              |
| 002020/21                    | 0 FC Twente                  | Eredivisie                   | 18                                                                                   | 17                                                                                   | 7                                                                                    | KNVB Beker                                                                           | 2                                                                                    | 4                                                                                    | 0                                                                                    | –                                                                                    | –                                                                                    | –                                                                                    | –                                                                                    | Eredivisie Cup                                                                       | 4                                                                                    | 5                                                                                    | 1                                                                                    | 2020/21                                                                              | 24                                                                                   | 26                                                                                   | 8              |
| 002021/22                    | 0 FC Twente                  | Eredivisie                   | 21                                                                                   | 20                                                                                   | 9                                                                                    | KNVB Beker                                                                           | 2                                                                                    | 5                                                                                    | 1                                                                                    | UWCL                                                                                 | 4                                                                                    | 8                                                                                    | 1                                                                                    | Eredivisie Cup                                                                       | 1                                                                                    | 3                                                                                    | 0                                                                                    | 2021/22                                                                              | 28                                                                                   | 36                                                                                   | 11             |
| 002022/23                    | 0 FC Twente                  | Eredivisie                   | 20                                                                                   | 6                                                                                    | 15                                                                                   | KNVB Beker                                                                           | 4                                                                                    | 2                                                                                    | 2                                                                                    | UWCL                                                                                 | 2                                                                                    | 2                                                                                    | 1                                                                                    | Supercup en Eredivisie Cup                                                           | 3                                                                                    | 5                                                                                    | 1                                                                                    | 2022/23                                                                              | 13                                                                                   | 6                                                                                    | 9              |
| 002023/24                    | 0 Aston Villa                | WSL                          | 14                                                                                   | 0                                                                                    | 0                                                                                    | FA Cup                                                                               | 1                                                                                    | 0                                                                                    | 0                                                                                    | –                                                                                    | –                                                                                    | –                                                                                    | –                                                                                    | League Cup                                                                           | 0                                                                                    | 0                                                                                    | 0                                                                                    | 2023/24                                                                              | 14                                                                                   | 1                                                                                    | 0              |
| 002024/25                    | 0 Arsenal                    | WSL                          | 0                                                                                    | 0                                                                                    | 0                                                                                    | FA Cup                                                                               | 0                                                                                    | 0                                                                                    | 0                                                                                    | –                                                                                    | –                                                                                    | –                                                                                    | –                                                                                    | League Cup                                                                           | 0                                                                                    | 0                                                                                    | 0                                                                                    | 2024/25                                                                              | 14                                                                                   | 1                                                                                    | 0              |
| 0Carrièretotaal              | 0Carrièretotaal              | 0Carrièretotaal              | 92                                                                                   | 66                                                                                   | 37                                                                                   |                                                                                      | 12                                                                                   | 15                                                                                   | 4                                                                                    |                                                                                      | 13                                                                                   | 23                                                                                   | 4                                                                                    |                                                                                      | 12                                                                                   | 27                                                                                   | 2                                                                                    |                                                                                      | 99                                                                                   | 122                                                                                  | 37             |
| 0Bijgewerkt tot 31 juli 2024 | 0Bijgewerkt tot 31 juli 2024 | 0Bijgewerkt tot 31 juli 2024 | 0W: gespeelde wedstrijden00T: tegendoelpunten00N: aantal wedstrijden de nul gehouden | 0W: gespeelde wedstrijden00T: tegendoelpunten00N: aantal wedstrijden de nul gehouden | 0W: gespeelde wedstrijden00T: tegendoelpunten00N: aantal wedstrijden de nul gehouden | 0W: gespeelde wedstrijden00T: tegendoelpunten00N: aantal wedstrijden de nul gehouden | 0W: gespeelde wedstrijden00T: tegendoelpunten00N: aantal wedstrijden de nul gehouden | 0W: gespeelde wedstrijden00T: tegendoelpunten00N: aantal wedstrijden de nul gehouden | 0W: gespeelde wedstrijden00T: tegendoelpunten00N: aantal wedstrijden de nul gehouden | 0W: gespeelde wedstrijden00T: tegendoelpunten00N: aantal wedstrijden de nul gehouden | 0W: gespeelde wedstrijden00T: tegendoelpunten00N: aantal wedstrijden de nul gehouden | 0W: gespeelde wedstrijden00T: tegendoelpunten00N: aantal wedstrijden de nul gehouden | 0W: gespeelde wedstrijden00T: tegendoelpunten00N: aantal wedstrijden de nul gehouden | 0W: gespeelde wedstrijden00T: tegendoelpunten00N: aantal wedstrijden de nul gehouden | 0W: gespeelde wedstrijden00T: tegendoelpunten00N: aantal wedstrijden de nul gehouden | 0W: gespeelde wedstrijden00T: tegendoelpunten00N: aantal wedstrijden de nul gehouden | 0W: gespeelde wedstrijden00T: tegendoelpunten00N: aantal wedstrijden de nul gehouden | 0W: gespeelde wedstrijden00T: tegendoelpunten00N: aantal wedstrijden de nul gehouden | 0W: gespeelde wedstrijden00T: tegendoelpunten00N: aantal wedstrijden de nul gehouden | 0W: gespeelde wedstrijden00T: tegendoelpunten00N: aantal wedstrijden de nul gehouden |                |

## Erelijst
FC Twente
- Eredivisie: 2018/19, 2020/21, 2021/22
- KNVB Beker: 2022/23
- Eredivisie Cup: 2019/20, 2021/22, 2022/23
- Supercup: 2022

 Arsenal
- UEFA Women's Champions League: 2024/25